# Happy Together (programa de televisión chileno)
Happy Together es un docu-reality chileno emitido por Televisión Nacional de Chile (TVN) en 2015, estrenado el 27 de octubre y que muestra las gestiones realizadas por el matrimonio de Julio Dantas y Juan Pablo Fuentealba para convertirse en padres. El espacio fue coproducido por Parox y TVN, siendo apoyado con fondos del Consejo Nacional de Televisión (CNTV).

## Sinopsis
El docu-reality abarca la vida de pareja de Julio Dantas y Juan Pablo Fuentealba, quienes se conocieron en 2006 y contrajeron matrimonio en Estados Unidos, estableciéndose posteriormente en la comuna de Las Condes en Santiago de Chile, en donde establecieron la fundación Todo Mejora. Durante los siete capítulos, la pareja presenta los desafíos burocráticos que enfrentan para poder adoptar un hijo.

## Reacciones
El estreno de Happy Together generó reacciones positivas en las redes sociales, así como también del Movimiento de Integración y Liberación Homosexual (Movilh). La Encuesta de Satisfacción del Fondo CNTV de 2015 destacó que Happy Together tenía un 83% de evaluaciones positivas entre las personas consultadas, señalando que en la producción se observaba «la diversidad cultural del país, reflejando la existencia de una sociedad plural» y que «promueve reflexiones sobre hechos sociales y contribuye a la formación ciudadana», destacándolo también como un programa innovador y cercano.
Los protagonistas del docu-reality, Julio Dantas y Juan Pablo Fuentealba, criticaron la poca publicidad que realizó TVN del programa, lo que incluyó la edición de un comercial promocional en que fue eliminada una escena de un beso entre ambos; dichos reparos fueron desestimados por TVN, señalando que varios de los programas en emisión en aquel momento buscaban generar discusión sobre la realidad de la diversidad sexual y las familias homoparentales.